# شهرستان لی (میسیسیپی)
|  |  |  |
|  |  |  |

شهرستان لی در شمال شرقی ایالت می‌سی‌سی‌پی، واقع در ایالات متحده آمریکا می‌باشد. جمعیت این شهرستان ۸۲٬۹۱۰ نفر (سال ۲۰۱۰) و وسعت آن ۱٬۱۷۴ کیلومتر مربع است. مرکز این شهرستان شهر توپلوو می‌باشد.